# Eucelatoria bryani
Eucelatoria bryani är en tvåvingeart som beskrevs av Curtis W. Sabrosky 1981. Eucelatoria bryani ingår i släktet Eucelatoria och familjen parasitflugor. Inga underarter finns listade i Catalogue of Life.